# 長尾春佳
長尾 春佳（ながお はるか、1992年（平成4年）4月7日 - ）は、岐阜県出身のファッションモデル。アデッソ所属。

## 来歴
- 2004年、ローティーン向けファッション雑誌「ニコラ」（新潮社）の第8回モデルオーディションで、グランプリを獲得。同年11月号から2007年まで専属モデルとして活動した。活動期間中の一時期「櫂遥圭」（かいはるか）という芸名を使用したこともあった。
- 2013年度 ミス・ユニバース・ジャパン愛知県大会優勝[2]。本選５位。
- 2014年度 初代GUESS Girl JAPAN グランプリ。
- 2015年度 ミス・インターナショナル日本大会４位。

## 人物
- 特技は水泳、走ること。
- 秘書検定準1級、カラーコーディネーター3級の資格を持つ。
- レースクイーンの能勢ひとみや城品萌音と仲が良い[3]。

## 主な出演

### 雑誌
- 『ニコラ』（専属：2004年 - 2007年）

### イベント
- ethicaプレスレセプション（2013年9月27日、国際文化会館） - 原綾子、中村恵理子と共にファッションショーに出演[4]
- ワイン&リカーフェスティバルVol.10 2013 in NAGOYA（2013年11月6日、名古屋東急ホテル） - 吉江幸貴と共にプレゼンターとして出演[5]
- VOGUE FASHION'S NIGHT OUT（2014年9月6日、ISHIDA表参道）[6]